# Anne Gwynne
Anne Gwynne właśc. Marguerite Gwynne Trice (ur. 10 grudnia 1918, zm. 31 marca 2003) – amerykańska aktorka filmowa z lat czterdziestych XX wieku. Jedna z pierwszych scream queens w historii kina. Była też najbardziej popularną modelką pin-up w czasie II wojny światowej.

## Życiorys
Amerykańska aktorka. Urodziła się w Waco w Teksasie, ale dorastała w Missouri. Jako nastolatka została modelką firmy odzieżowej Catalina Swimwear. Równocześnie debiutowała jako aktorka na deskach lokalnego teatru. W 1939 roku wytwórnia filmowa Universal Studios podpisała z nią kontrakt. Jako aktorka filmowa pojawiała się głównie w horrorach, stając się jedną z pierwszych obok Evelyn Ankers tzw. "Screem Queen".
Podczas II wojny światowej była jedną z pin-up girls. Pojawiała się też na okładkach popularnych magazynów. W latach 50. nie występowała w zbyt wielu filmach, pojawiała się za to bardzo często w telewizji.
W życiu prywatnym była żoną Maxa M. Gilforda, którego poślubiła w 1945 roku. Mieli dwoje dzieci. W 1965 roku owdowiała.

## Filmografia
- Unexpected Father (1939)
- Bad Man from Red Butte (1940)
- Black Friday (1940)
- Flash Gordon Conquers the Universe (1940)
- The Green Hornet (1940)
- Czarny kot (The Black Cat, 1941)
- Nice Girl? (1941)
- Washington Melodrama (1941)
- The Strange Case of Dr. RX (1942)
- Broadway (1942)
- Ride 'Em Cowboy (1942)
- Sin Town (1942)
- We've Never Been Licked (1943)
- Frontier Badmen (1943)
- Dom Frankensteina (House of Frankenstein, 1944)
- Weird Woman (1944)
- The Glass Alibi (1946)
- Fear (1946)
- Dick Tracy Meets Gruesome (1947)
- The Ghost Goes Wild (1947)
- Killer Dill (1947)
- Public Prosecutor (serial TV, 1947-48)
- Arson, Inc. (1949)
- Call of the Klondike (1950)
- Teenage Monster (1958)
- Adam at Six A.M. (1970)